# Svärdkrissla
Svärdkrissla (Inula ensifolia) är en art i familjen korgblommiga växter.
Svärdkrisslan förekommer endast på Gotland, där den är fridlyst sedan 1913.

## Fotnoter
1. ↑  Turist & cykelguide Gotland, 5:e upplagan 2007